# Summit County, Ohio
Summit County är ett administrativt område i delstaten Ohio, USA, med 541 781 invånare. Den administrativa huvudorten (county seat) är Akron.
Del av Cuyahoga Valley nationalpark ligger i countyt.

## Geografi
Enligt United States Census Bureau har countyt en total area på 1 088 km². 1 069 km² av den arean är land och 19 km² är vatten.

### Angränsande countyn
- Cuyahoga County - norr
- Geauga County - nordöst
- Portage County - öster
- Stark County - söder
- Wayne County - sydväst
- Medina County - väster

### Orter
- Akron (huvudort)
- Barberton
- Cuyahoga Falls
- Green
- Hudson
- Macedonia
- Munroe Falls
- New Franklin
- Stow
- Twinsburg